# Кейла-Йоа
Кейла-Йоа (ест. Keila-Joa, колишня назва Йоа, Фалль) — селище на півночі Естонії.

## Географія
Селище в волості Кейла повіту Гар'юмаа. Населення селища у 2011 році становило 389 осіб.
Через селище протікає річка Кейла . Тут розташований водоспад Кейла висотою 6 метрів, невелика гідроелектростанція і колишня дворянська садиба Фалло.

### Водоспад Кейла

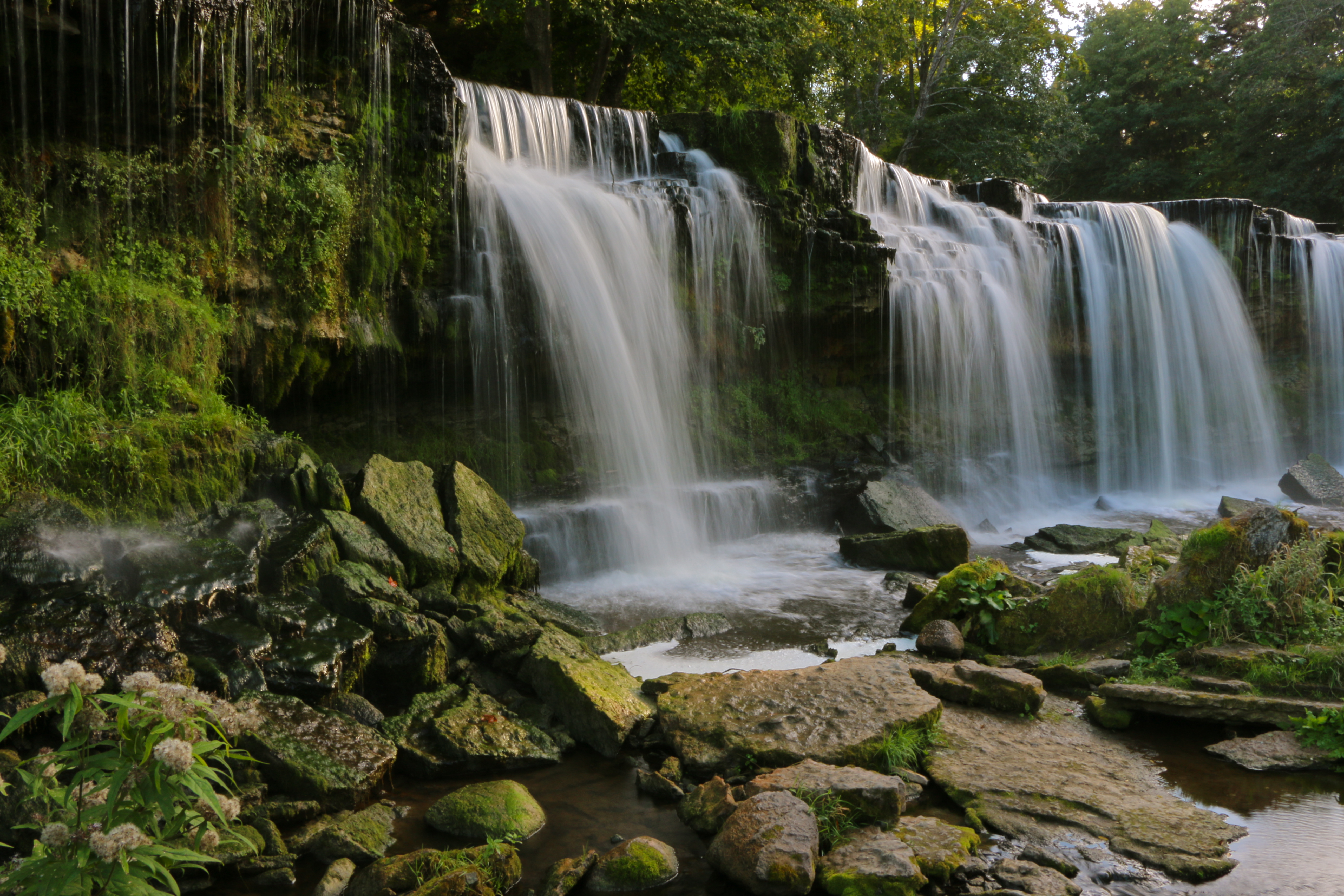
Водоспад Кейла

Висота водоспаду складає 6 м, а ширина — 70 м; за своєю потужністю цей водоспад поступається тільки водоспадам Нарва і Ягала. Дорога з парку до водоспаду проходить уздовж русла річки через два висячих моста.

## Історія
Перші згадки про Кейла-Йоа датуються 1555 роком, коли тут знаходився водяний млин. У той час ця земля належала ордену мечоносців, а в 1561 році перейшла у володіння Ревельському замку. У XVII столітті поряд з млином була утворена дворянська миза.
Миза в Кейла-Йоа змінила безліч власників. У різний час нею володіли Нінкірхени, Врангелі, Тізенгаузени, Дені і Берги. У 1827 році мизу придбав Олександр Бенкендорф, який побудував на місці старої садиби нову, відому як замок Фалль (нім. Schloss Fall). Естонською те ж саме місце називалося Кейла-їе-Йоа (ест. Keila jõe joa) або скорочено Кейла-Йоа на честь водоспаду на річці Кейла (ест. Keila jõe juga). Нова садиба була побудована за проектом архітектора Андрія Штакеншнейдера.
У 1837 році Бенкендорф купив у Карла Уекскюллі на лівому березі річки маєток Меремийза. Територія маєтку було використана для розширення парку. Сам маєток залишено недобудованим і з нього зняли дах, перетворивши в декоративні руїни. У парку було встановлено пам'ятник Костянтину Бенкендорфу.
Через річку було побудовано кілька мостів. Один з мостів спроектував композитор і інженер Олексій Львов. На честь нього міст назвали «Львовським». Сам міст зовні нагадував смичок від скрипки. У 1917 році міст обвалився під вагою снігу.
23 вересня 1844 року Олександра Бенкендорф помер і був похований на родинному цвинтарі в парку Йоа. Маєток перейшов до його дочки Марії, дружини російського дипломата Григорія Волконського. Марія відкрила в Йоа школу для дітей працівників маєтку. Школа розташовувалася в будівлі трактиру. Марія Волконська померла в 1881 році і також була похована на фамільному кладовищі в Йоа. Наступним власником мизи став син Марії та Григорія Петро. 19 серпня 1896 Петро помер і миза перейшла у володіння його сина Григорія, який став останнім князем, що володів маєтком.
В ході лютневої революції 1917 року садиба була розорена. Під час першої республіки миза Йоа була відчужена на користь держави згідно із земельним законом. Територія маєтку стала власністю міністерства закордонних справ.
У 1928 році на місці старого водяного млина була побудована гідроелектростанція. У 1936 році був побудований канал для видобутку води. У 1934 році в Йоа почалося будівництво урядових дач.
У період окупації Естонії Німеччиною під час Другої світової війни, з березня 1942 по вересень 1944 року в будівлі мизи перебувала розвідшкола Абверу «Табір № 2». В ході війни замок і парк сильно постраждали.
За радянських часів в Кейла-Йоа знаходився відділ промислового швейного об'єднання «Балтика», рибна ферма колгоспу «Маяк» і 5 дачних кооперативів. У будівлях садиби до 1990-х років розташовувалася військова частина.
У 1990 році дачі були продані з аукціону. У 1999 році припинила свою роботу гідроелектростанція. Її робота була відновленапісля реконструкції 9 травня 2006 року.
У 2010 почалася реставрація мизи Йоа. В ході реставрації використовувалися креслення Штакеншнейдера і збереглися малюнки внутрішніх приміщень. З 2014 року відреставрована садиба відкрита для відвідувань.